# آمسدورف
آمسدورف (به آلمانی: Amsdorf) یک منطقهٔ مسکونی در آلمان است که در Seegebiet Mansfelder Land واقع شده‌است. آمسدورف ۵۳۱ نفر جمعیت دارد.